# Kojiki

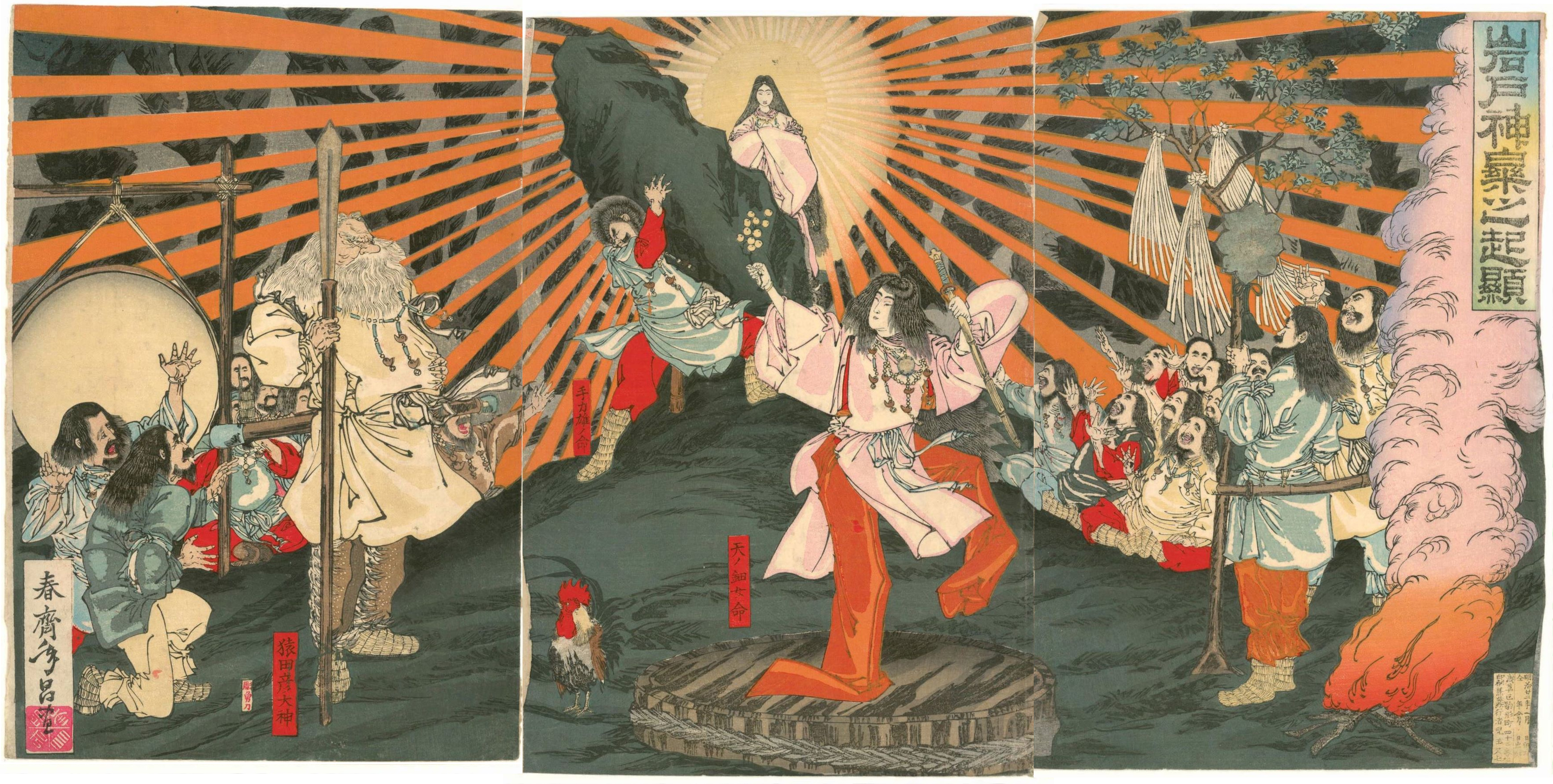
Amaterasu

Kojiki (japanska 古事記 "Redogörelser för Gamla Händelser", även Furukotofumi 古事記,) är den äldsta bevarade boken om Japans uråldriga historia.

## Boken
Kojiki är skriven på Klassisk kinesiska och är den äldsta inhemska skildringen av Japans historia, den omfattar 180 kapitel fördelade på 3 avsnitt:
- Kamitsumaki ("Övre rullen")
- Nakatsumaki ("Mellersta rullen")
- Shimotsumaki ("Nedre rullen").

Den börjar, likt Nihonshoki, med mytologiska berättelser bland annat om hur Amaterasu skapade Japan, men innehåller också för historiker ovärderlig information om dåtida skeenden och händelser fram till 700-talet.

## Historia
Kojiki påbörjades kring år 680 under Temmu-tennō (kejsare Temmu) och avslutades år 712 under Gemmei-tennō (kejsare Gemmei). Texten skrevs av hovskribenten Ō no Yasumaro efter muntliga berättelser av traditionsmästare Hieda no Are.
Det äldsta bevarade manuskriptet är "Shinpukuji exemplaret" som dateras till kring början på Asukaperioden.
Den första översättningen till engelska "The Kojiki, Records of Ancient Matters", gjordes 1882 av brittiske Basil Hall Chamberlain, en översättning som än idag betraktas som ett standardverk.